# Elippathayam
Elippathayam (Malayalam: എലിപ്പത്തായം) ist ein indischer Spielfilm von Adoor Gopalakrishnan aus dem Jahr 1981.

## Handlung
Der Film spielt in dem heruntergekommenen Anwesen einer südindischen Aristokratenfamilie der Nair-Kaste in Kerala. Unni, der männliche Erbe und Hausherr, ist im mittleren Alter, unverheiratet und lebt dort mit seinen jüngeren Schwestern Rajamma und Sridevi. Er lässt sich von Rajamma umsorgen. Das müßiggängerische Leben im traditionellen patriarchischen Stil hat ihn von ihr abhängig gemacht. Er ist unfähig, für sich selbst zu sorgen, wie ein kleiner Junge. Seine Tagesbeschäftigungen bestehen meist nur aus Schlafen, Zeitunglesen und Körperpflege. Sridevi geht noch zur Schule und steht kurz vor dem Examen.
Von einer Ratte aus dem Schlaf geschreckt schreit Unni wild – Rajamma und Sridevi müssen das Tier für den Verängstigten fangen. Sridevi ertränkt es am nächsten Morgen mit der Rattenfalle in einem nahegelegenen Teich.
Unnis Besuch bei einer Hochzeit scheitert daran, dass er die nach einem Regenguss völlig überschwemmte Straße nicht durchquert, weil er nicht durchs Wasser laufen möchte. Eine Kuh, die sich auf das Grundstück verirrt hat, muss Rajamma für ihn verjagen.
Als ein Onkel zu Besuch kommt und Unni zum wiederholten Male einen Heiratsvorschlag für Rajamma macht, lehnt dieser eigennützig ab, weil der Mann bereits Witwer ist. Rajamma, die die Unterhaltung der beiden Männer belauscht hat, ist bedrückt, geht aber stillschweigend ihrer Hausarbeit nach.
In der Außenwelt kann Unni sich nicht gegen die Dorfbewohner durchsetzen. Als er einen Jungen beim Stehlen auf einem Kaschubaum seiner Plantage erwischt, verstört ihn dessen Mutter bewusst mit ihren sexuellen Reizen. Unni zieht sich verschämt zurück statt den Jungen zu strafen. In seinem Haus jedoch fällt es ihm nicht schwer Besucher zu verprellen. Seinen Neffen, den Sohn Janammas, schickt er fort als dieser nach dem Erbanteil seiner Mutter fragt. Auch Matthew, den Sohn des Grundstücksverwalters, der nach Jahren Arbeit im Ausland den Schwestern seine Aufwartung macht, verscheucht er mit beleidigenden Worten über dessen körperliche Arbeit.
Unni entdeckt Liebesbriefe von Sridevi, die ihn zum Schwitzen bringen. Über Nacht hat wieder eine Ratte Unnis Hemd zerfetzt. Das Tier wird gefangen und von Sridevi im Teich ertränkt. Am nächsten Tag kommt die älteste Schwester Janamma mit ihrem Sohn zu Besuch und bleibt, um sich ihren Anteil vom Ertrag der Plantagen zu sichern. Kurz darauf wird Rajamma krank und Unni muss sich mit dem begnügen, was die anderen bereit sind, für ihn zu tun. Mit den Veränderungen kommt er nicht zurecht. Das von Janamma zubereitete Essen spuckt er angewidert aus. Auf ihr Drängen auf ihren Anteil schweigt Unni, so dass sie das Haus wieder verlässt.
Sridevi ist eines Morgens verschwunden. Unni ist zutiefst getroffen. Von diesem Moment an zieht er sich in sein Haus zurück, lässt sich von Rajamma gegenüber Besuchern verleugnen. Rajamma liegt wieder mit Bauchschmerzen im Bett, aber Unni kümmert sich nicht um sie. Dorfbewohner kommen ihr zur Hilfe und tragen sie davon. Regungslos sitzt Unni im Innenhof seines Hauses und schaut in den Regen.
Tagelang verkriecht er sich danach apathisch im Haus. Nur das Zuschnappen der Rattenfalle lässt ihn hochschrecken. Auf Rufen des Gerichtsboten, der die Klage von Janamma zustellen möchte, reagiert er nicht. Auch das Klopfen von Dorfbewohnern ignoriert der körperlich heruntergekommene Unni. Diese brechen in der Nacht die Tür auf, zerren den erschöpften Unni aus dem Haus und werfen ihn wie die Ratten zuvor in den kalten Teich, aus dem er mit bittender Geste entsteigt.

## Hintergrund
Elippathayam war Adoor Gopalakrishnans dritter Film und sein erster in Farbe. Er wurde auf zahlreichen internationalen Filmfestivals gezeigt, darunter dem Filmfestival von Cannes 1982

## Auszeichnungen
- London Film Festival 1982
  - Sutherland Trophy
- National Film Awards 1982 
  - Beste Tongestaltung
  - Bester Film in Malayalam

## Veröffentlichung
Der Film wurde 2008 bei Second Run auf DVD veröffentlicht.